# Chapelle Sainte-Marie de Villeneuve (Formiguères)
La chapelle Sainte-Marie de Villeneuve (en catalan : Santa Maria de Vilanova) est un édifice religieux situé dans le hameau de Villeneuve, à Formiguères, dans le département français des Pyrénées-Orientales, en région Occitanie.

## Description
La chapelle est située au sud-ouest, un peu à l'extérieur du hameau de Villeneuve, et à l'est du village de Formiguères. Elle est rectangulaire et composée d'une nef unique, sur laquelle s'appuie une maison annexe au sud. L'édifice est construit en pierre, surmonté d'un clocheton, et couvert de lauzes tenues par une charpente en bois. La chapelle contient un grand retable doré et très orné, ainsi que la statue de Marie à l'origine de l'édifice.

## Histoire
Selon la tradition, la chapelle aurait été fondée en cet emplacement à la suite de la découverte d'une statue de la vierge au pied d'une source. Elle est agrandie en 1730 par un prêtre qui aurait été libéré d'un emprisonnement injuste. L'édifice est flanqué d'une maison annexe au XIXe siècle et est agrandi en 1878. On s'y rassemble lors de pèlerinages le 16 août, les lundis de Pâques et de la Pentecôte.